# بام جون
بام جون (بالإنجليزية: Pam John) هي لاعبة بولينغ بريطانية، ولدت في 3 فبراير 1943.

## روابط خارجية
- بام جون على موقع اتحاد ألعاب الكومنولث (مؤرشف) (الإنجليزية)